# Renaud Denauw

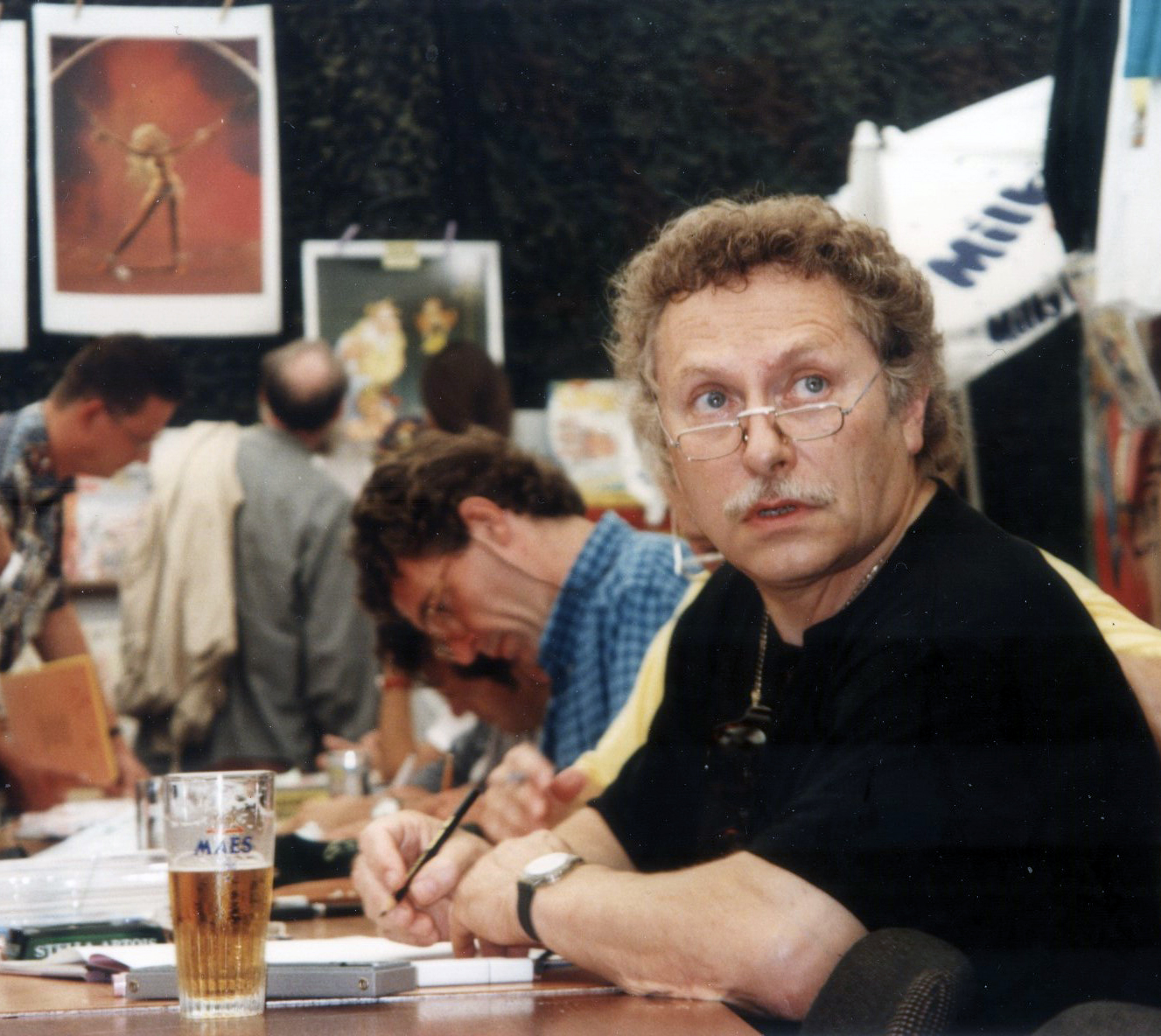
Renaud Denauw, 1995

Renaud Denauw, Künstlername Renaud (* 28. November 1936 in Mouscron), ist ein belgischer Comiczeichner.

## Künstlerischer Werdegang
Renaud besuchte in Tournai die Kunsthochschule Saint-Luc, wo er ein Diplom in den Studiengängen Werbung und Lithografie erwarb. Nachdem er etwa ein Jahr in der Werbung gearbeitet hatte, war er an der Adaption von Romanen des Verlages Fleuve noir zu Comics für die Taschenhefte des Verlags Arédit beteiligt. 1975 wurde er als Zeichner bei Dupuis aufgenommen und zeichnete nach Texten von Jean-Marie Brouyère für das Magazin Spirou die Abenteuer der Zeitreisenden Aymone, von 1975 bis 1977. Für dasselbe Magazin entstand 1978 außerdem die Serie Myrtille, Vidpoche et Cabochar (Co-Autor: Mittéï).
Seit 1979 arbeitete Renaud außerdem parallel für das Comicmagazin Tintin. Hier entstand nach Texten von Jean-Luc Vernal, später Jean Dufaux, die durch die Fernsehserie Charlie's Angels inspirierte Serie Brelan de dames (dt.: Geheimgruppe Drilling). Für dasselbe Magazin entstand 1983 außerdem die Gagserie Platon, Torloche et Coquinette.
1987 stellte Renaud dann gemeinsam mit Texter Dufaux mit Jessica Blandy die Serie vor, die seine erfolgreichste werden würde. Bis 2006 entstanden hier 24 Alben. Außerdem folgte von 2009 bis 2011 eine dreiteilige Fortsetzung unter dem Titel La route Jessica. In dieser Serie um eine Kriminalroman-Autorin verwendete Renaud erstmals einen realistischen Stil. Renauds vorhergehende Serien waren alle in einem humoristischen Stil angelegt gewesen.
Gemeinsam mit Texter Dufaux versuchte sich Renaud außerdem an kürzeren Serien wie Les enfants de la Salamandre (1988 bis 1990, 1997; dt.: Die Kinder des Salamander), Santiag (1991 bis 1996) und Venus H. (2005 bis 2008).

## Deutsche Veröffentlichungen
Der erste Verlag, der Renaud im deutschsprachigen Raum bekannt machte, war Ehapa. Allerdings brachte der Verlag keine Serie zu Ende. Von Geheimgruppe Drilling erschienen lediglich zwei Alben, von Jessica Blandy gar nur einer. Bei der Serie Die Kinder des Salamander fehlt der abschließende vierte Teil. Seit 2010 publiziert der Verlag Schreiber & Leser eine kleinformatige Gesamtausgabe von Jessica Blandy.